# Dachsberg (Niederbayern)
Dachsberg ist eine Gemarkung im niederbayerischen Landkreis Straubing-Bogen. Bis 1970 bestand die Gemeinde Dachsberg im früheren Landkreis Bogen.

## Geographie
Die Gemarkung Dachsberg mit einer Fläche von 566,5 Hektar hat nur den Gemarkungsteil 0 und liegt vollständig auf dem Gebiet der Gemeinde Haselbach im Landkreis Straubing-Bogen. Auf ihr liegen die Haselbacher Gemeindeteile  Bayerischbühl, Großaich, Haidbühl, Hofstetten, Höllberg, Höllgrub, Höllhaus, Leimbühl, Meisenthal, Oberwiesing, Reiben, Schwarzendachsberg, Schwarzenstein, Unterholzen, Unterwiesing, Uttendorf und Weißendachsberg. Ihre benachbarten Gemarkungen sind Haselbach, Landasberg, Neukirchen, Gaishausen und Mitterfels.

## Geschichte
Mit der Gebietsreform in Bayern wurde die Gemeinde Dachsberg aufgelöst und zum 1. Januar 1971 vollständig in die Gemeinde Haselbach eingegliedert. Ihre Gemeindeteile waren Bayerischbühl, Großaich, Haidbühl, Hofstetten, Höllberg, Höllgrub, Höllhaus, Leimbühl, Meisenthal, Oberwiesing, Reiben, Schwarzendachsberg, Schwarzenstein, Unterholzen, Unterwiesing, Uttendorf und Weißendachsberg. Am 1. Oktober 1964 betrug die Gemeindefläche 564,90 Hektar.
Einwohnerentwicklung
| Jahr | Einwohner        |
| ---- | ---------------- |
| 1840 | 0. 279 Einwohner |
| 1867 | 0. 251 Einwohner |
| 1900 | 0. 275 Einwohner |
| 1925 | 0. 315 Einwohner |
| 1939 | 0. 266 Einwohner |
| 1950 | 0. 295 Einwohner |
| 1961 | 0. 230 Einwohner |
| 1970 | 0. 232 Einwohner |

## Bahnhaltepunkt Wiespoint
Die Bahnstrecke Straubing–Miltach hatte einen Haltepunkt Wiespoint, der nur aus einem Bahnsteig unter der Straßenbrücke nach Dachsberg bestand. Trotz des anderslautenden Namens lag der Haltepunkt auf Gemeindegebiet von Dachsberg. Durch die Eingemeindung lag er zum Zeitpunkt der Streckenstilllegung auf Gebiet der Gemeinde Haselbach.